# Deultum

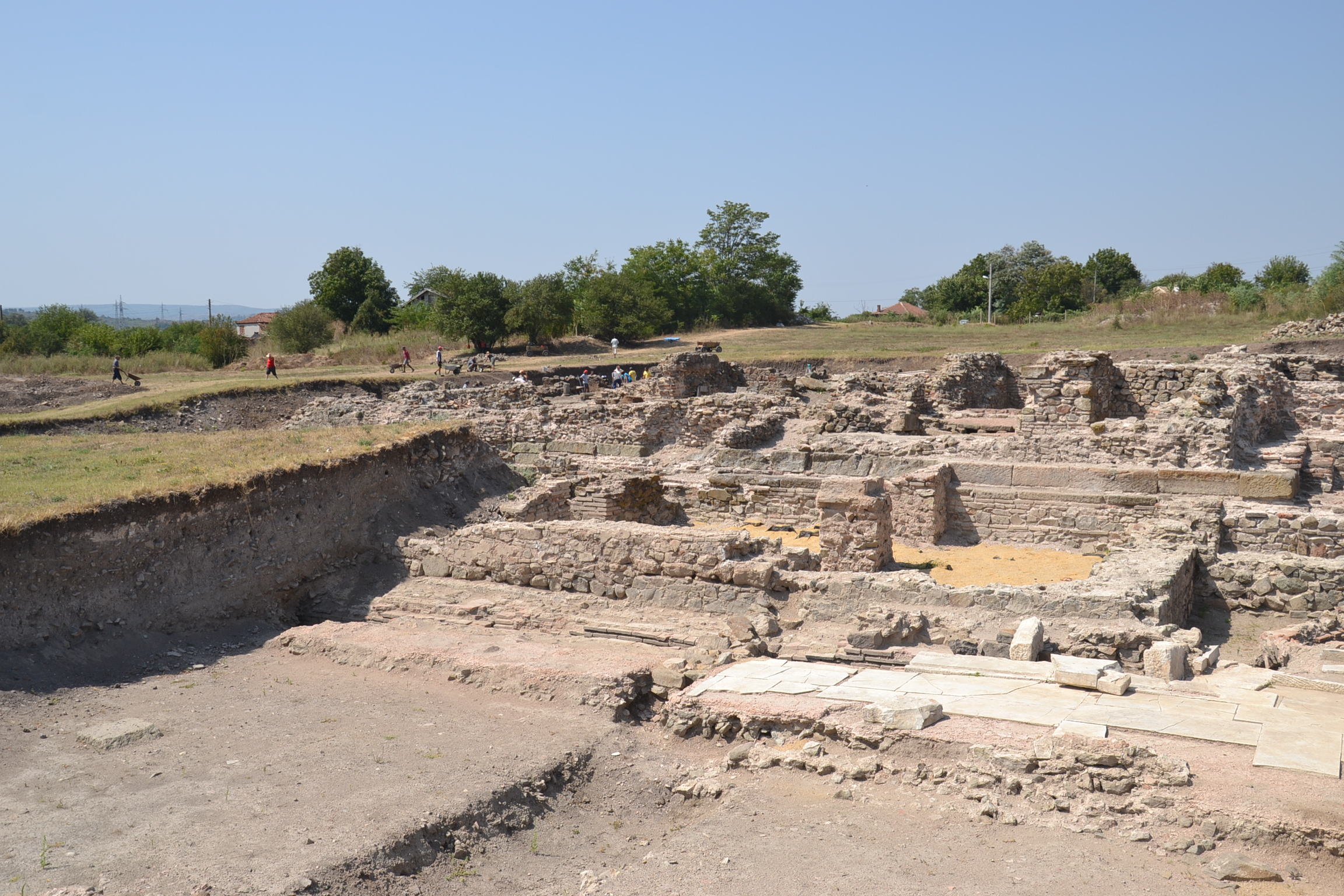
Ruiny term; w tle prowadzone prace archeologiczne

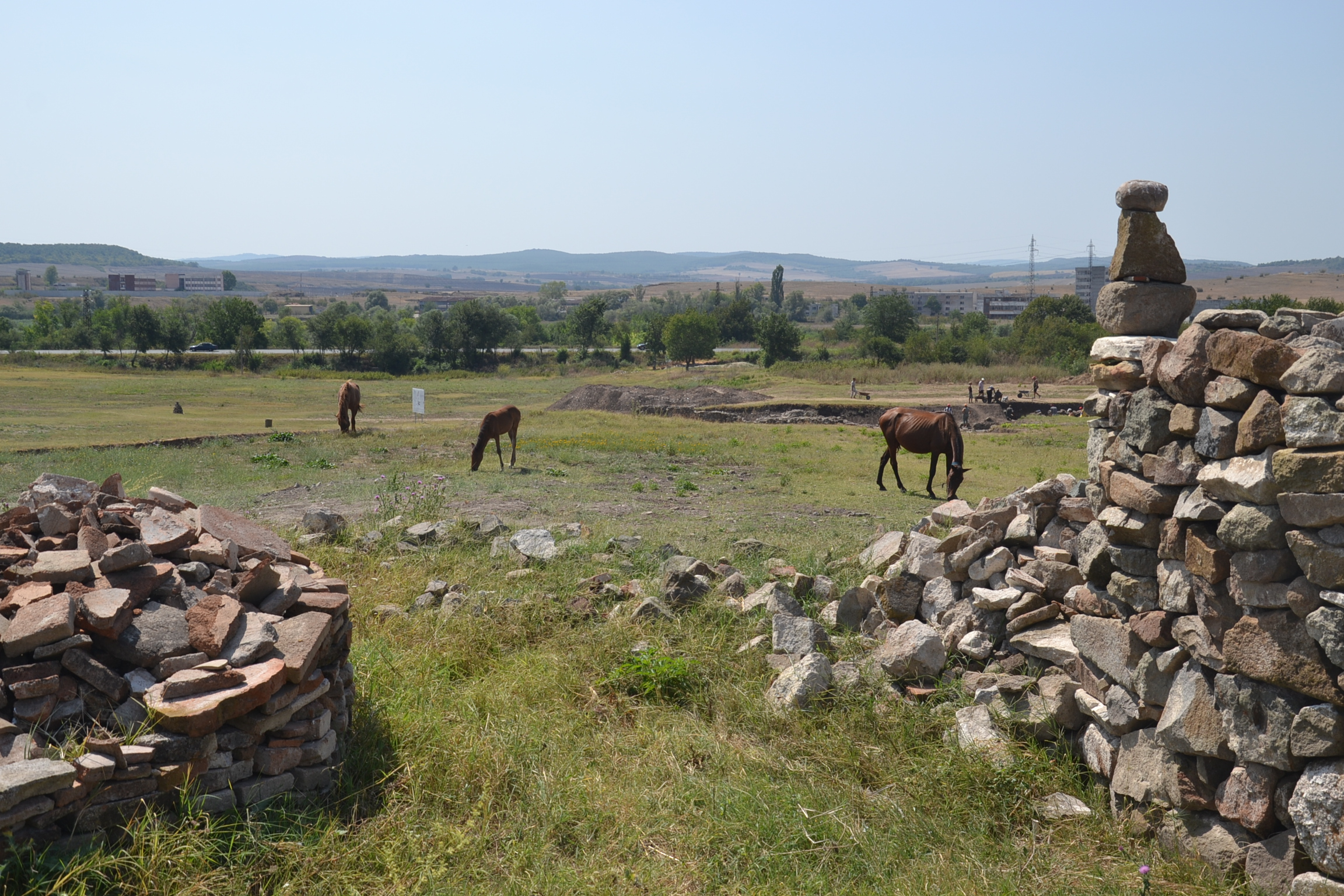
Część terenu wykopalisk od strony dawnej świątyni Asklepiosa

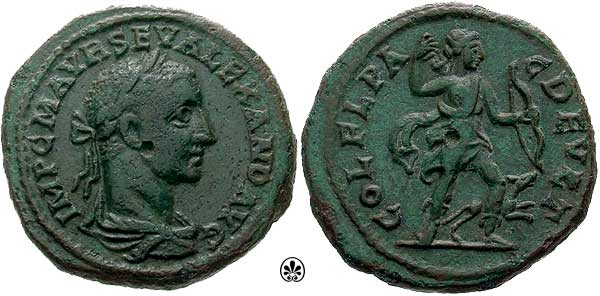
Moneta Deultum z czasów Aleksandra Sewera

Deultum (gr. Δεβελτός, łac. Deultum) – ruiny z okresu starożytności położone w wiosce Debełt, w południowo-wschodniej Bułgarii, 17 km od Burgas.

## Historia
Początki osadnictwa datuje się na końcową epokę brązu lub XIII-XII wiek p.n.e. Osada nosząca nazwę Dowelt lub  Debelton, czyli „miejsce pomiędzy bagnami”, była zamieszkała przez Traków.
Pod koniec I wieku n.e. cesarz Wespazjan założył tutaj kolonię rzymską Colonia Flavia Pacis Deultensium dla weteranów z VIII Legionu Augusta. Była to jedyna kolonia tego typu na terenie dzisiejszej Bułgarii. Deultum (jak skrótowo nazywał je Pliniusz) posiadało port w miejscu dzisiejszego jeziora Mandra (Мандренско езеро) i stało się ważnym centrum handlowym; za czasów dynastii Sewerów zajmowało 250 tys. metrów kwadratowych, emitowało własną drobną monetę z brązu. Szybko wzniesiono m.in. duże termy, rozbudowane jeszcze w III wieku. Powstały świątynie Asklepiosa i Kybele, a także poświęcona Septymiuszowi Sewerowi; czczono też lokalne trackie bóstwa.
Za czasów Marka Aureliusza miasto otoczono murami, a w połowie V wieku zastąpiły je nowe. 
W kolejnych wiekach dynamicznie rozwijało się, stając się jednym z najważniejszych i najbogatszych ośrodków prowincji Tracja, na co wpływ miało m.in. przeniesienie stolicy imperium do Konstantynopola. Deultum stało się jednym z punktów obronnych przed najazdami barbarzyńców.
Spadek znaczenia nastąpił w VI-VII wieku, wraz z kryzysem cesarstwa wschodniorzymskiego i najazdami Słowian. W 812 roku ówczesny Dewelt podbił chan Krum i przekształcił w ważny punkt graniczny pomiędzy carstwem Bułgarii a cesarstwem bizantyjskim; miejscową ludność wysiedlono w głąb kraju zwycięzcy.
W XIII-XIV wieku w związku ze wzrostem poziomu wód i przeniesieniem portu w kierunku dzisiejszej linii brzegowej miejscowość stopniowo wyludniała się i po XIV wieku nie pojawia się już w dokumentach.

## Współczesność
Pierwsze prace archeologiczne wykonano już w 1881 roku, ale dopiero wiek później rozpoczęto sukcesywne badania terenu. Archeolodzy odkryli pozostałości rzymskiego miasta (m.in. starożytne nekropolie, świątynie, budynki publiczne oraz łaźnie) oraz z późniejszych, średniowiecznych okresów (zamek z V-XIV wieku, kościół z IX wieku) – ogólnie 20 obiektów z różnych epok i 20 000 artefaktów.
Rezerwat archeologiczny otwarto w 1988 roku, ale prace trwają nadal. Pozostałości Deultum położone są poza miejscowością, dostępne na okolicznych polach.